# Сучасне п'ятиборство на літніх Олімпійських іграх 2016 — кваліфікація
У цій статті представлено подробиці кваліфікаційного відбору на змагання з сучасного п'ятиборства на літніх Олімпійських іграх 2016. 
Загалом у іграх беруть участь по 36 спортсменів кожної статі. Кожна країна може заявляти не більш як по два атлети кожної статі. Регламент кваліфікації однаковий для жінок і чоловіків.
Країні яка приймає ігри, Бразилії гарантовано принаймні по одному місцю в чоловічому і жіночому розрядах. Крім того UIPM розподіляє два місця за запрошенням, коли вже решту учасників визначені.
З січня по серпень 2015 року за результатами змагань визначились початкові квоти. П'ять континентальних чемпіонатів визначили по 20 місць для жінок і чоловіків: по 1 від Африки й Океанії, 5 від Азії, 8 від Європи і 5 від Америки. За цією системою кожен НОК може висувати по одному атлетові. Також на олімпіаду потрапили переможці фіналу кубка світу UIPM 2015 (проходив у Мінську від 12 до 14 червня) і по три призери чемпіонату світу, який проходив у Берліні від 28 червня до 5 липня 2015 року.
Крім того по три місця дістали спортсмени, які посіли найвищі місця на чемпіонаті світу 2016 у Москві, серед тих, що не потрапили за іншими критеріями. Решту сім спортсменів визначились за рейтингом на 1 червня 2016 року.

## Чоловіки
Спортсмени можуть здобувати путівки на Олімпіаду будь-яким із зазначених у таблиці способів. Однак кожен НОК може надсилати не більш як по два спортсмени. Якщо від якогось НОК проходять понад два спортсмени, то надлишок перерозподіляється між іншими НОК, спортсмени яких проходять.
| Змагання                         | Дата                     | Місто   | К-ть місць | Атлети, що кваліфікувались |
| -------------------------------- | ------------------------ | ------- | ---------- | --- |
| Країна-господар                  | —                        | —       | 1          | Феліпе Насіменто (BRA) |
| Фінал кубка світу UIPM 2015      | 12–14 червня 2015        | Мінськ  | 1          | Ріккардо де Лука (ITA) |
| Чемпіонат Азії/Океанії           | 1–5 червня 2015          | Пекін   | 5          | Цзюн Вун-тае (KOR)* Лі Дон-гі (KOR)* Су Хайхан (CHN) Цао Чжунжун (CHN) Хван Ву-цзін (KOR)* |
| Чемпіонат Азії/Океанії           | 1–5 червня 2015          | Пекін   | 1          | Макс Еспозіто (AUS) |
| Панамериканські ігри 2015        | 18–19 липня 2015         | Торонто | 1          | Чарльз Фернандес (GUA) |
| Панамериканські ігри 2015        | 18–19 липня 2015         | Торонто | 1          | Еммануель Сапата (ARG) |
| Панамериканські ігри 2015        | 18–19 липня 2015         | Торонто | 3          | Ісмаель Ернандес (MEX) Натан Шрімстер (USA) Хосе Фігероа (CUB) |
| Чемпіонат Європи                 | 17–23 серпня 2015        | Бат     | 8          | Артур Ланіган О'Кіффе (IRL) Валентін Прадес (FRA) Давид Свобода (CZE) Роберт Каса (HUN) Єгор Пучкаревський (RUS) Джо Чунг (GBR) Валентін Бело (FRA) Ян Куф (CZE)                                                                |
| Чемпіонат Африки                 | 21–23 серпня 2015        | Каїр    | 1          | Еслам Хамад (EGY)* |
| Чемпіонат світу 2015             | 28 червня – 6 липня 2015 | Берлін  | 3          | Павло Тимощенко (UKR) Олександр Лєсун (RUS) Андрій Феденко (UKR) |
| Чемпіонат світу 2016             | 23–29 травня 2016        | Москва  | 0          | — |
| Світовий рейтинг п'ятиборців     | 1 червня 2016            | —       | 11         | Джемі Кук (GBR) Амро Ель-Гезірі (EGY)* Омар Ель-Гезірі (EGY)* Адам Мароші (HUN) Максим Кустов (RUS) Чжун Цзін-хва (KOR)* Юстінас Кіндеріс (LTU) Яссер Хефни (EGY)* Гуо Цзянлі (CHN) Бенке Деметер (HUN) П'єрпаоло Петроні (ITA) |
| Запрошення тристоронньої комісії | —                        | —       | —          | — |
| Перерозподіл невикористаних квот | 16 червня 2016           | —       | 4          | Томоя Міґуті (JPN)^ Дімітар Крастанов (BUL)^ Шимон Стаськевич (POL)^ Сьохей Імамото (JPN)^ Патрік Доге (GER) |
| Загалом                          |                          |         | 36         | |

- ^ Перерозподілені квоти

## Жінки
Спортсменки можуть здобувати путівки на Олімпіаду будь-яким із зазначених у таблиці способів. Однак кожен НОК може надсилати не більш як по дві спортсменки. Якщо від якогось НОК проходять понад два спортсменки, то надлишок перерозподіляється між іншими НОК, спортсменки яких проходять.
| Змагання                         | Дата                     | Місто   | К-ть місць | Спортсменки, що кваліфікувались |
| -------------------------------- | ------------------------ | ------- | ---------- | --- |
| Фінал кубка світу UIPM 2015      | 12–14 червня 2015        | Мінськ  | 1          | Лаура Асадаускайте (LTU) |
| Чемпіонат Азії/Океанії           | 1–5 червня 2015          | Пекін   | 5          | Чен Цян (CHN) Кім Сун-у (KOR) Лян Ванкся (CHN) Чжан Сяонан (CHN) Нацумі Томонаґа (JPN) |
| Чемпіонат Азії/Океанії           | 1–5 червня 2015          | Пекін   | 1          | Хлої Еспозіто (AUS) |
| Панамериканські ігри 2015        | 18–19 липня 2015         | Торонто | 1          | Яне Маркеш (BRA) |
| Панамериканські ігри 2015        | 18–19 липня 2015         | Торонто | 1          | Тамара Вега (MEX) |
| Панамериканські ігри 2015        | 18–19 липня 2015         | Торонто | 3          | Донна Вакаліс (CAN) Ісабель Бранд (GUA) Лейді Моя (CUB) |
| Чемпіонат Європи                 | 17–23 серпня 2015        | Бат     | 8          | Елоді Клувель (FRA) Лена Шенеборн (GER) Гульназ Губайдулліна (RUS) Октавія Новацька (POL) Янін Кольманн (GER) Анастасія Спас (UKR) Кейт Френч (GBR) Алісе Сотеро (ITA)                                                                        |
| Чемпіонат Африки                 | 21–23 серпня 2015        | Каїр    | 1          | Хайді Морсі (EGY) |
| Чемпіонат світу 2015             | 28 червня – 6 липня 2015 | Берлін  | 3          | Доната Рімшайте (RUS) Саманта Маррей (GBR) Саролта Ковач (HUN) |
| Чемпіонат світу 2016             | 23–29 травня 2016        | Москва  | 0          | — |
| Світовий рейтинг п'ятиборок      | 1 червня 2016            | —       | 11         | Софія Фольдхазі (HUN) Клаудія Чезаріні (ITA) Анастасія Прокопенко (BLR) Єва серапінайте (LTU) Фрейя Прентіс (GBR) Ірина Хохлова (ARG) Мелані Мак-Кенн (CAN) Гінтаре Венчкаускайте (LTU) Марго Ісаксен (USA) Анніка Шле (GER) Анна буряк (RUS) |
| Запрошення тристоронньої комісії | —                        | —       | 0          | — |
| Перерозподіл квот                | 16 червня 2016           | —       | 6          | Олена Потапенко (KAZ)^ Анна Малішевська (POL)° Ільке Озюксель (TUR) Ізабелла Ісаксен (USA) Наталія Койл (IRL)^ Барбора Кодедова (CZE) |
| Загалом                          |                          |         | 36         | |

- ° Невикористана квота країни-господарки
- ^ Перерозподілені квоти